# Atletism la Jocurile Olimpice de vară din 2016 - 400 m garduri (masculin)
Proba de 400 de metri garduri masculin de la Jocurile Olimpice de vară din 2016 a avut loc în perioada 15-18 august pe Stadionul Olimpic.

## Recorduri
Înaintea acestei competiții, recordurile mondiale și olimpice erau următoarele:
| Record  | Atlet             | Timp  | Loc              | Data          |
| ------- | ----------------- | ----- | ---------------- | ------------- |
| Mondial | Kevin Young (USA) | 46.78 | Barcelona, Spain | 6 august 1992 |
| Olimpic | Kevin Young (USA) | 46.78 | Barcelona, Spain | 6 august 1992 |

| Zona                                             |       |                         |                |
| Zona                                             | Timp  | Atlet                   | Țara           |
| ------------------------------------------------ | ----- | ----------------------- | -------------- |
| Africa (recorduri)                               | 47.10 | Samuel Matete           | Zambia         |
| Asia (recorduri)                                 | 47.53 | Hadi Soua'an Al-Somaily | Arabia Saudită |
| Europa (recorduri)                               | 47.37 | Stephane Diagana        | Franța         |
| America Centrală, de Nord și Caraibe (recorduri) | 46.78 | Kevin Young             | United States  |
| Oceania (recorduri)                              | 48.28 | Rohan Robinson          | Australia      |
| America de Sud (recorduri)                       | 47.84 | Bayano Kamani           | Panama         |

## Format
Competiția a avut trei etape: runda întâi cu șase serii, semifinalele cu trei serii și finala. Primii trei din fiecare serie și alți șase atleți cu cel mai rapid timp s-au calificat în semifinale. Primii doi clasați în fiecare dintre cele trei semifinale s-au calificat în finală, împreună cu alți doi atleți cu cel mai rapid timp.

## Rezultate

### Runda 1
Reguli de calificare: primii trei din fiecare serie (C) și următorii trei atleți cu cel mai bun timp (c) se califică în semifinale.

#### Seria 1
| Loc | Culoar | Nume                    | Naționalitate              | Timp  | Note      |
| --- | ------ | ----------------------- | -------------------------- | ----- | --------- |
| 1   | 8      | Abdelmalik Lahoulou     | Algeria                    | 48.62 | (C), (RN) |
| 2   | 7      | Boniface Mucheru Tumuti | Kenya                      | 48.91 | (C)       |
| 3   | 2      | Kerron Clement          | Statele Unite ale Americii | 49.17 | (C)       |
| 4   | 4      | Yuki Matsushita         | Japonia                    | 49.60 |           |
| 5   | 5      | Miles Ukaoma            | Nigeria                    | 49.84 |           |
| 6   | 3      | Marcio Teles            | Brazilia                   | 50.41 |           |
| 7   | 6      | Jeffery Gibson          | Bahamas                    | 52.77 |           |

#### Seria a 2-a
| Loc | Culoar | Nume                | Naționalitate | Timp  | Note |
| --- | ------ | ------------------- | ------------- | ----- | ---- |
| 1   | 5      | Yasmani Copello     | Turcia        | 49.52 | (C)  |
| 2   | 6      | Eric Alejandro      | Puerto Rico   | 49.54 | (C)  |
| 3   | 1      | Mahau Suguimati     | Brazilia      | 49.77 | (C)  |
| 4   | 8      | Jaak-Heinrich Jagor | Estonia       | 49.78 |      |
| 5   | 2      | Kariem Hussein      | Elveția       | 49.80 |      |
| 6   | 7      | Amadou Ndiaye       | Senegal       | 49.91 |      |
| 7   | 4      | Martin Kucera       | Slovacia      | 51.47 |      |
| 8   | 3      | Maoulida Daroueche  | Comore        | 52.32 |      |

#### Seria a 3-a
| Loc | Culoar | Nume               | Naționalitate | Timp  | Note      |
| --- | ------ | ------------------ | ------------- | ----- | --------- |
| 1   | 2      | Karsten Warholm    | Norvegia      | 48.49 | (C), (RN) |
| 2   | 3      | Javier Culson      | Puerto Rico   | 48.53 | (C), (SB) |
| 3   | 8      | Rasmus Mägi        | Estonia       | 48.55 | (C), (SB) |
| 4   | 7      | Roxroy Cato        | Jamaica       | 48.56 | (c), (SB) |
| 5   | 6      | Miloud Rahmani     | Algeria       | 49.73 |           |
| 6   | 1      | Dmitriy Koblov     | Kazahstan     | 49.87 |           |
| 7   | 5      | José Luis Gaspar   | Cuba          | 50.58 |           |
| 8   | 4      | Ned Justeen Azemia | Seychelles    | 50.74 | (RN)      |

#### Seria a 4-a
| Loc | Culoar | Nume             | Naționalitate      | Timp  | Note      |
| --- | ------ | ---------------- | ------------------ | ----- | --------- |
| 1   | 7      | Keisuke Nozawa   | Japonia            | 48.62 | (C), (PB) |
| 2   | 3      | Thomas Barr      | Irlanda            | 48.93 | (C), (SB) |
| 3   | 8      | Eric Cray        | Filipine           | 49.05 | (C)       |
| 4   | 4      | Jaheel Hyde      | Jamaica            | 49.24 | (c)       |
| 5   | 1      | Sergio Fernandez | Spania             | 49.31 | (c)       |
| 6   | 5      | Sebastian Rodger | Marea Britanie     | 49.54 |           |
| 7   | 6      | Le Roux Hamman   | Africa de Sud      | 49.72 |           |
| 8   | 2      | Jehue Gordon     | Trinidad și Tobago | 49.90 | (SB)      |

#### Seria a 5-a
| Loc | Culoar | Nume                   | Naționalitate              | Timp  | Note      |
| --- | ------ | ---------------------- | -------------------------- | ----- | --------- |
| 1   | 1      | Annsert Whyte          | Jamaica                    | 48.37 | (C), (PB) |
| 2   | 7      | Jack Green             | Marea Britanie             | 48.96 | (C), (SB) |
| 3   | 4      | Byron Robinson         | Statele Unite ale Americii | 48.98 | (C)       |
| 4   | 5      | Oskari Mörö            | Finlanda                   | 49.04 | (c), (RN) |
| 5   | 2      | Michael Bultheel       | Belgia                     | 49.37 | (c), (SB) |
| 6   | 3      | Kurt Couto             | Mozambic                   | 49.74 | (SB)      |
| 7   | 6      | Lindsay Hanekom        | Africa de Sud              | 50.22 |           |
| –   | 8      | Nicholas Kiplagat Bett | Kenya                      | (DS)  | R168.7b   |

#### Seria a 6-a
| Loc | Culoar | Nume            | Naționalitate              | Timp  | Note      |
| --- | ------ | --------------- | -------------------------- | ----- | --------- |
| 1   | 4      | Haron Koech     | Kenya                      | 48.77 | (C), (PB) |
| 2   | 8      | L.J. Van Zyl    | Africa de Sud              | 49.12 | (C)       |
| 3   | 5      | Andres Silva    | Uruguay                    | 49.21 | (C), (SB) |
| 4   | 7      | Jordin Andrade  | Republica Capului Verde    | 49.35 | (c)       |
| 5   | 6      | Mohamed Sghaier | Tunisia                    | 50.09 | (SB)      |
| 6   | 1      | Michael Tinsley | Statele Unite ale Americii | 50.18 |           |
| 7   | 3      | Chen Chieh      | Taipeiul Chinez            | 50.65 |           |
| 8   | 2      | Patryk Dobek    | Polonia                    | 50.66 |           |

### Semifinale
Reguli de calificare: primii doi din fiecare serie (Q) si încă doi cu cel mai rapid timp (c) se califică în finală

#### Semifinala 1
| Loc | Culoar | Nume                    | Naționalitate              | Timp  | Note      |
| --- | ------ | ----------------------- | -------------------------- | ----- | --------- |
| 1   | 8      | Kerron Clement          | Statele Unite ale Americii | 48.26 | (C), (SB) |
| 2   | 6      | Boniface Mucheru Tumuti | Kenya                      | 48.85 | (C), (SB) |
| 3   | 1      | Sergio Fernandez        | Spania                     | 48.87 |           |
| 4   | 5      | Abdelmalik Lahoulou     | Algeria                    | 49.08 |           |
| 5   | 2      | Jaheel Hyde             | Jamaica                    | 49.17 |           |
| 6   | 3      | Keisuke Nozawa          | Japonia                    | 49.20 |           |
| 7   | 7      | Eric Cray               | Filipine                   | 49.37 |           |
| 8   | 4      | Jack Green              | Marea Britanie             | 49.54 |           |

#### Semifinala a 2-a
| Loc | Culoar | Nume            | Naționalitate           | Timp  | Note      |
| --- | ------ | --------------- | ----------------------- | ----- | --------- |
| 1   | 4      | Annsert Whyte   | Jamaica                 | 48.32 | (C), (PB) |
| 2   | 5      | Javier Culson   | Puerto Rico             | 48.46 | (C), (SB) |
| 3   | 6      | Yasmani Copello | Turcia                  | 48.61 | (c)       |
| 4   | 7      | Rasmus Mägi     | Estonia                 | 48.64 | (c)       |
| 5   | 3      | L.J. Van Zyl    | Africa de Sud           | 49.00 |           |
| 6   | 1      | Jordin Andrade  | Republica Capului Verde | 49.32 |           |
| 7   | 2      | Oskari Mörö     | Finlanda                | 49.75 |           |
| 8   | 8      | Mahau Suguimati | Brazilia                | 49.77 |           |

#### Semifinala a 3-a
| Loc | Culoar | Nume             | Naționalitate              | Timp  | Note      |
| --- | ------ | ---------------- | -------------------------- | ----- | --------- |
| 1   | 4      | Thomas Barr      | Irlanda                    | 48.39 | (C), (RN) |
| 2   | 6      | Haron Koech      | Kenya                      | 48.49 | (C), (PB) |
| 3   | 7      | Byron Robinson   | Statele Unite ale Americii | 48.65 | (PB)      |
| 4   | 5      | Karsten Warholm  | Norvegia                   | 48.81 |           |
| 5   | 1      | Michael Bultheel | Belgia                     | 49.46 |           |
| 6   | 8      | Andres Silva     | Uruguay                    | 49.75 |           |
| 7   | 3      | Eric Alejandro   | Puerto Rico                | 49.95 |           |
| –   | 2      | Roxroy Cato      | Jamaica                    | (DS)  | R168.7a   |

### Finala
| Loc | Culoar | Nume                    | Naționalitate              | Timp  | Note  |        |
| --- | ------ | ----------------------- | -------------------------- | ----- | ----- | ------ |
| 1   | 5      | Kerron Clement          | Statele Unite ale Americii | 0.227 | 47.73 | (SB)   |
| 2   | 7      | Boniface Mucheru Tumuti | Kenya                      | 0.165 | 47.78 | (RN)   |
| 3   | 2      | Yasmani Copello         | Turcia                     | 0.186 | 47.92 | (RN)   |
| 4   | 4      | Thomas Barr             | Irlanda                    | 0.191 | 47.97 | (RN)   |
| 5   | 6      | Annsert Whyte           | Jamaica                    | 0.167 | 48.07 | (PB)   |
| 6   | 1      | Rasmus Mägi             | Estonia                    | 0.182 | 48.40 | (RN)   |
| 7   | 8      | Haron Koech             | Kenya                      | 0.159 | 49.09 |        |
| –   | 3      | Javier Culson           | Puerto Rico                | N/A   | (DS)  | R162.7 |

## Legendă
RA Record african | AM Record american | AS Record asiatic | RE Record european | OCRecord oceanic | RO Record olimpic | RM Record mondial | RN Record național | SA Record sud-american | RC Record al competiției | DNF Nu a terminat | DNS Nu a luat startul | DS Descalificare | EL Cea mai bună performanță europeană a anului | PB Record personal | SB Cea mai bună performanță a sezonului | WL Cea mai bună performanță mondială a anului 